# Raúl Tejón
Raúl Tejón (Madrid, 9 de octubre de 1975) es un actor español.

## Trayectoria
Su carrera profesional se ha centrado fundamentalmente en teatro y televisión con algunas incursiones en la gran pantalla (en particular en varios cortometrajes). Para televisión destacan sus papeles en las series Amar en tiempos revueltos, Vis a vis, La verdad y Caronte. Sobre las tablas ha tenido ocasión de interpretar a autores clásicos como  Calderón de la Barca o William Shakespeare.

## Vida personal
Tejón reside en la localidad madrileña de Getafe. En la cual estudió en el colegio  Historia y ciencia. Por otro lado, ha hecho pública su homosexualidad.

## Filmografía

### Cine
- Uno, equis, dos (2025)
- Boreal (2024)
- Legionario (2017)
- Por no morir nada más vernos (corto)
- Salir pitando (2007)
- Pausa (2004) (corto)
- Mus (2003) (corto)
- Redes (corto)
- Máxima audiencia (corto)
- La voz de su amo (2001)

### Televisión
| Año             | Título                              | Personaje             | Cadena               | Notas        |
| --------------- | ----------------------------------- | --------------------- | -------------------- | ------------ |
| 2001            | A las once en casa                  | Raúl                  | La 1                 | 1 episodio   |
| 2001            | El comisario                        | Sergio                | Telecinco            | 1 episodio   |
| 2001            | Compañeros                          | Rafa                  | Antena 3             | 1 episodio   |
| 2001            | Policías, en el corazón de la calle |                       | Antena 3             | 1 episodio   |
| 2001 - 2002     | Al salir de clase                   | Damián                | Telecinco            | 29 episodios |
| 2002 - 2004     | Ana y los 7                         | Jorge                 | La 1                 | 29 episodios |
| 2004            | Hospital Central                    | Hijo de Fermín López  | Telecinco            | 1 episodio   |
| 2006            | Yo soy Bea                          | Carlos                | Telecinco            | 17 episodios |
| 2007            | Hospital Central                    | Felipe Cuevas         | Telecinco            | 1 episodio   |
| 2007 - 2008     | Amar en tiempos revueltos           | Hilario Martín Parejo | La 1                 |              |
| 2008            | Mi gemela es hija única             | Eduardo Garrido       | Telecinco            | 3 episodios  |
| 2010            | Valientes                           | Carlos                | Cuatro               | 10 episodios |
| 2010            | Supercharly                         |                       | Telecinco            | 1 episodio   |
| 2011            | Bandolera                           | Antonio Villa         | Antena 3             |              |
| 2012            | Marco                               | Guardia seguridad     | Antena 3             | 1 episodio   |
| 2014            | Víctor Ros                          |                       | La 1                 | 1 episodio   |
| 2014            | Isabel                              |                       | La 1                 | 1 episodio   |
| 2014            | Águila Roja                         |                       | La 1                 | 1 episodio   |
| 2015            | La que se avecina                   | Aitor                 | Telecinco            | 1 episodio   |
| 2016            | El Caso: Crónica de sucesos         | Manuel Cabrera        | La 1                 | 13 episodios |
| 2018            | Vis a vis                           | Unai del Álamo        | Fox                  | 3 episodios  |
| 2018            | El Continental                      | Julián                | La 1                 | 10 episodios |
| 2018            | Estoy vivo                          | Luis                  | La 1                 | 1 episodio   |
| 2018            | La verdad                           | Inspector Sánchez     | Telecinco            | 6 episodios  |
| 2020            | Caronte                             | Aurelio               | Prime Video / Cuatro | 13 episodios |
| 2022            | Sin límites                         | Gómez de Espinosa     | Prime Video / La 1   | 6 episodios  |
| 2022            | Alma                                | Ricardo               | Netflix              | 9 episodios  |
| 2022 - presente | Machos alfa                         | Raúl Camacho Sanchís  | Netflix              | 30 episodios |

## Teatro
- Romeo y Julieta, de William Shakespeare. Dirección: Sergio Peris-Mencheta.
- Historias humanas, basada en textos de Harold Pinter, M. Pavlova y Woody Allen. Dir. Sergio Peris-Mencheta.
- Pasando páginas, escrita y dirigida por Herminia Rodríguez de Lamo.
- Edmond, de David Mamet.
- Los alimentos del hombre, de Calderón de la Barca. Dir. Herminia Rodríguez de Lamo.
- Romeo y Julieta, de William Shakespeare. Dir. Francisco Suárez.
- La tempestad, de William Shakespeare. Dir. Sergio Peris-Mencheta.
- La cocina, de Arnold Wesker. Dir. Sergio Peris-Mencheta.
- Siempre hay algo que contar, Dir. Javier Bravo.
- Pedro y el Capitán, de Mario Benedetti. Dir. Yumara Navarro
- Nunca estuve en Bagdad, Dir. Jorge Eines
- Sé infiel y no mires con quién, Dir. Pilar Masa
- La curva de la felicidad, de Pedro Gómez y Eduardo Galán. Dir. Celso Cleto